# Ka-bana
El bana, ka-bana, baza o koma és una llengua afroasiàtica parlada al nord del Camerun de la qual se n'han descrit els dialectes gamboura i gili. El bana es parla al cantó de Guili, a la part nord del municipi de Bourrha (departament de Mayo-Tsanaga, regió de l'Extrem Nord). Els parlants anomenen la seva llengua koma kabana 'la llengua dels bana'.
|            |                | Labial | Alveolar | Palatal | Velar | Velar        | Uvular | Uvular       | Glotal | Glotal |
| Plain      | Labialitzada   | Labial | Alveolar | Palatal | Plain | Labialitzada | Plain  | Labialitzada |        |        |
| ---------- | -------------- | ------ | -------- | ------- | ----- | ------------ | ------ | ------------ | ------ | ------ |
| Nasal      | Nasal          | m      | n        |         | ŋ     | ŋʷ           |        |              |        |        |
| Oclusiva   | Sorda          | p      | t        |         | k     | kʷ           |        |              | ʔ      | ʔʷ     |
| Oclusiva   | Sonora         | b      | d        |         | ɡ     | ɡʷ           |        |              |        |        |
| Oclusiva   | Prenasalitzada | ᵐb     | ⁿd       |         | ᵑɡ    | ᵑɡʷ          |        |              |        |        |
| Implosiva  | Implosiva      | ɓ      | ɗ        |         |       |              |        |              |        |        |
| Africada   | Sorda          |        | ts       |         |       |              |        |              |        |        |
| Africada   | sonora         |        | dz       |         |       |              |        |              |        |        |
| Africada   | Prenasal       |        | ⁿdz      |         |       |              |        |              |        |        |
| Fricativa  | sorda          | f      | s        |         |       |              | χ      | χʷ           |        |        |
| Fricativa  | sonora         | v      | z        |         |       |              | ʁ      | ʁʷ           |        |        |
| Flap       | Flap           | ⱱ      | ɾ        |         |       |              |        |              |        |        |
| Aproximant | Aproximant     |        |          | j       |       | w            |        |              |        |        |

Les vocals del bana són /ɨəɛ/, que poden aparèixer amb un to agut, descendent, greu o ascendent.